# عودة جاي وبوب الصامت
عودة جاي وبوب الصامت (بالإنجليزية: Jay and Silent Bob Strike Back)‏ هو فيلم ساخر وفيلم كوميدي أمريكي أُصدر عام 2001. وهو من كتابة، وإخراج، وبطولة كيفن سميث، بمشاركة جاسون ميويس. كما يظهر في الفيلم الكثير من ضيوف شرف، منهم بن أفليك، وجايسون لي، وجوي لورين آدمز.

## وصلات خارجية
- عودة جاي وبوب الصامت على موقع IMDb (الإنجليزية)
- عودة جاي وبوب الصامت على موقع ميتاكريتيك (الإنجليزية)
- عودة جاي وبوب الصامت على موقع روتن توميتوز (الإنجليزية)
- عودة جاي وبوب الصامت على موقع نتفليكس (الإنجليزية)
- عودة جاي وبوب الصامت على موقع قاعدة بيانات الأفلام العربية
- عودة جاي وبوب الصامت على موقع ألو سيني (الفرنسية)
- عودة جاي وبوب الصامت على موقع Turner Classic Movies (الإنجليزية)
- عودة جاي وبوب الصامت على موقع أول موفي (الإنجليزية)
- عودة جاي وبوب الصامت على موقع بوكس أوفيس موجو (الإنجليزية)
- عودة جاي وبوب الصامت على موقع فيلمافينيتي (الإسبانية)